# NGC 4458
NGC 4458 (други обозначения – UGC 7610, MCG 2-32-82, ZWG 70.114, VCC 1146, PGC 41095) е елиптична галактика (E) в съзвездието Дева.
Обектът присъства в оригиналната редакция на „Нов общ каталог“.
Галактиката принадлежи към галактическия куп Дева, а също така е и част от т.нар. Верига на Маркарян.